# Velká Bukovina (Chvalkovice)
Velká Bukovina (německy Gross Bok či Gross Bocken) je vesnice, část obce Chvalkovice v okrese Náchod. Nachází se asi 1,5 km na západ od Chvalkovic. Prochází zde silnice II/307. V roce 2009 zde bylo evidováno 52 adres, trvale zde žije 105 obyvatel.
Velká Bukovina leží v katastrálním území Velká Bukovina u Chvalkovic o rozloze 3,32 km². V katastrálním území Velká Bukovina u Chvalkovic leží i Kopaniny.

## Pamětihodnosti
- Židovský hřbitov[5]
- Židovská ulička (mezi roky 1829–1910 zde stávala synagoga)[6]
- Barokní sousoší P. Marie Vítězné s Ježíškem [7](1731 autorem je Jiří Pacák – žák Matyáše Bernarda Brauna)[8]
- Pomník obětem války[9]

## Historie
Majitelé Velké Bukoviny dle kroniky z let 1945–1983:
- rok 1094 Bavorové z Chvalkovic[10]
- rok 1300 Berka z Dubé[10]
- 1534–1545 Jan Ples Heřmanský ze Sloupna[10]
- 1589 byla Albrechtem Kordule ze Sloupna prodána Janu Litickému[10]
- 1602 Václav z Hustířan a Plesu[10]
- 1615 Michal z Gersdorfu[10]
- 1618 Jan z Opperdorfu
- 1623 Vilém z Valdštejna[10]
- 1684 Karel Leopold Rodovský z Hustířan[10]
- 1784 statek rozdělen na 22 stejných dílů a přenechán osadníkům[10]